# یواس‌اس استار (ای‌کی‌ای-۶۷)
یواس‌اس استار (ای‌کی‌ای-۶۷) (به انگلیسی: USS Starr (AKA-67)) یک کشتی بود که طول آن ۴۵۹ فوت ۲ اینچ (۱۳۹٫۹۵ متر) بود. این کشتی در سال ۱۹۴۴ ساخته شد.